# Nojabr´sk
Nojabr´sk (ros. Ноябрьск) – miasto w Rosji, w Jamalsko-Nienieckim Okręgu Autonomicznym, w rejonie purowskim. Administracyjnie jednak Nojabr´sk nie wchodzi w skład tego rejonu, stanowiąc miasto wydzielone Jamalsko-Nienieckiego OA.

## Ludność
Nojabr´sk liczy 106 911 (2020) i jest drugim co do wielkości miastem Okręgu (po Nowym Urengoju, ludniejszym o około 11 tys. osób)
Rozwój liczby ludności w ostatnim dwudziestoleciu:
- 1986 – 68 000
- 1989 – 85 800
- 1996 – 95 500
- 2002 – 96 400
- 2005 – 106 900
- 2020 – 106 911

## Historia
W 1975 r. w pobliżu dzisiejszego miasta na lodzie rzeki Itu-Jacha wysadzono ze śmigłowców grupę ludzi mających przygotować grunt pod budowę osady nafciarskiej, mającej powstać dla zagospodarowania położonych w pobliżu złóż ropy naftowej i gazu ziemnego zwanych złożami chołmogorodzkimi.
W listopadzie (ros. ноябрь – czyt. nojabr´ – stąd nazwa osady) 1976 r. przybyli pierwsi pracownicy budowlani, mający zbudować stację kolejową na linii Surgut – Urengoj.
Stopniowo wokół osady wyrosło miasto, do czego przyczyniła się eksploatacja złóż ropy i gazu. 28 kwietnia 1982 r. Nojabr´sk otrzymał prawa miejskie.

## Gospodarka
Gospodarka miasta jest ściśle związana z wydobyciem  ropy naftowej i gazu ziemnego. W mieście działa kilka przedsiębiorstw z tej branży.

## Miasta partnerskie
- Korosteń, Ukraina (1999)